# Monica Bonvicini
Monica Bonvicini (Venezia, 3 febbraio 1965) è un'artista italiana.

## Biografia
Monica Bonvicini nasce a Venezia nel 1965. Ha studiato arte a Berlino e all'Istituto delle arti della California. Dal 2003 è professoressa ordinaria di arti performative e scultura all'Accademia di belle arti di Vienna. A partire da ottobre 2017 ha assunto la cattedra di scultura all'Universität der Künste di Berlino, dove vive e lavora.
Monica Bonvicini ha iniziato a esporre a livello internazionale a metà degli anni novanta. La sua pratica - che si esprime attraverso differenti media e che indaga il rapporto tra architettura, potere, genere, spazio e controllo - è tradotta in opere che mettono in discussione il significato del fare arte, l'ambiguità del linguaggio, i limiti e le possibilità legati all'ideale di libertà. La ricerca di Bonvicini - che ha sempre forti riferimenti storici, politici e sociali - non si astiene mai dallo stabilire una connessione critica con i luoghi in cui è esposta, i materiali che la compongono e il ruolo di spettatore e creatore. Questo approccio, che è stato al centro della sua produzione sin dalla prima mostra personale al California Institute of the Arts nel 1991, si è evoluto formalmente nel corso degli anni senza tradire la sua forza analitica e la sua inclinazione a sfidare la prospettiva dello spettatore mentre affronta grandi riflessioni socio-culturali.
Bonvicini ha ottenuto numerosi riconoscimenti, tra cui la Preis der Nationalgalerie für junge Kunst, dello Staatliche Museen zu Berlin (2005); il Rolandpreis für Kunst per l'arte in pubblico della Fondazione Brema, Germania (2013), il premio Hans Platschek per l'arte e la scrittura, Germania (2019), il premio Oskar Kokoschka, Austria (2020). Il suo lavoro è stato esposto in molte biennali, tra cui Berlino (1998, 2004, 2014), La TriennaIe Paris (2012), Istanbul (2003, 2017), Gwangju (2006), New Orleans (2008) e Venezia (1999, 2001, 2005, 2011, 2015). Ha tenuto mostre personali al Palais de Tokyo di Parigi (2002), Modern Art Oxford, Inghilterra (2003), Secession, Vienna (2003),  Staedtisches Museum Abteiberg (2005, 2012), Sculpture Center (2007), Art Institute di Chicago (2009), Kunstmuseum Basel (2009), Frac des Pays de la Loire (2009), Kunsthalle Fridericianum a Kassel (2011), Centro de Arte Contemporaneo de Malága, Spagna (2011), Deichtorhallen Hamburg (2012), Kunsthalle Mainz (2013), BALTIC Center for Contemporary Art (2016), Berlinische Galerie (2017) e Belvedere 21 (2019).
In Italia è rappresentata dalla Galleria Raffaella Cortese di Milano. All'estero, invece, è rappresentata da Galerie Peter Kilchmann di Zurigo, dalla König Galerie di Berlino e dalla Mitchell-Innes & Nash di New York.

## Premi e Riconoscimenti
- 2020 – Premio Oskar Kokoschka[32]
- 2019 – Premio ACACIA alla Carriera[33]
- 2019 – Hans Platschek Prize[34]
- 2012 – Roland Prize for Art in Public Space, Stiftung Bremer Bildhauerpreis[35]
- 2010 – Winning Artist of the Light Art competition for the London Olympic Park[36]
- 2005 – Preis der Nationalgalerie fur Junge Kunst[37]
- 2002 – Overbeck-Preis[38]
- 2000-01 – Kunstfond
- 1999 – Leone d'oro al miglior padiglione, XLVIII Esposizione internazionale d'arte di Venezia[39]
- 1998-99 – Auslandsstipendium from the Berlin Senate for Cultural Affairs and the Art Center of Design in Pasadena[40]
- 1998 – Paul Cassierer Prize[41]
- 1996-97 – Studio program at Kunst-Werke[42]
- 1995-96 – Artist in Residence from the Berlin Senate for Cultural Affairs and the Whitechapel Art Gallery, Londra[43]
- 1994-95 – Studio program at Kunst-Werke[44]
- 1994 – Photography grant from the Berlin Senate for Cultural Affairs[45]

## Monica Bonvicini nei musei
- MAXXI - Museo nazionale delle arti del XXI secolo, Roma[46]
- Museum of Modern Art, New York[47]
- Neue Nationalgalerie, Berlino[48]
- Museion, Bolzano[49]
- Museo d'arte moderna, Bologna[50]
- Arco Foundation, Madrid[51]
- Castello di Rivoli, Rivoli[52]
- Galleria civica d'arte moderna e contemporanea, Torino[53]
- Museo Abteiberg, Mönchengladbach[54]
- Kupferstichkabinett, Berlino[55]
- Walker Art Center, Minneapolis[56]
- Collezione Jumex, Città del Messico[57]
- FRAC dei paesi della Loira, Carquefou[58]
- Museo d'arte moderna di Istanbul, Istanbul[59]
- Museo contemporaneo di Breslavia, Breslavia[60]
- Museo d'arte di Łódź, Łódź[61]
- Lenbachhaus, Monaco di Baviera[62]
- Museo d'arte contemporanea Migos, Zurigo[63]
- Neue Galerie, Graz[64]
- Collezione Hoffmann, Berlino
- Istituto per le relazioni internazionali di Berlino, Berlino
- Sharjah Art Foundation, Sharja[65]
- Thyssen-Bornemisza Art Contemporary, Vienna[66]